# Chicago International Film Festival
Il Chicago International Film Festival è un festival cinematografico organizzato da Cinema/Chicago che si svolge annualmente nella città di Chicago nel mese di ottobre.
Fondato nel 1964 dal filmmaker Michael Kutza e svoltosi per la prima volta nel 1965, è il più vecchio festival cinematografico internazionale competitivo del Nord America.
Il riconoscibile logo del festival, creato dal fondatore stesso, è uno spezzone di pellicola con il primissimo piano in bianco e nero di un paio d'occhi che fonde quelli di tre star femminili del cinema muto, Theda Bara, Pola Negri e Mae Murray.

## Sezioni
Il festival comprende le seguenti sezioni:
- Competitive:
  - Main Competition o International Feature Film Competition (concorso principale)
  - New Directors Competition (concorso opere prime e seconde)
  - Docufest (concorso documentari)
  - Life Is Short (concorso cortometraggi)
- Non competitive:
  - Special Presentation (anteprime)
  - World Cinema (rassegna di cinema internazionale)
  - After Dark (genere horror)
  - Black Perspectives (cinema afroamericano)
  - Cinema of the Americas (cinema del Centro e Sud America)
  - ReelWomen (film scritti e diretti da donne)
  - OUTrageous (cinema LGBT)

## Premi
Il premio principale del festival, il Gold Hugo, è assegnato al miglior film, documentario e cortometraggio delle sezioni competitive. Premi minori sono il Silver Hugo, la Gold Plaque e la Silver Plaque.
Il festival assegna anche il Chicago Award riservato a un filmmaker locale e diversi premi-tributo: Lifetime Achievement Award, Career Achievement Award, Artistic Achievement Award.